# Loukovec
Loukovec je obec v okrese Mladá Boleslav ve Středočeském kraji. Rozkládá se asi dvacet kilometrů severovýchodně od Mladé Boleslavi a šest kilometrů severovýchodně od města Mnichovo Hradiště. Žije zde 379 obyvatel.

## Historie
První písemná zmínka o vesnici pochází z roku 1215.

## Obyvatelstvo
| Rok            | 1869 | 1880 | 1890 | 1900 | 1910 | 1921 | 1930 | 1950 | 1961 | 1970 | 1980 | 1991 | 2001 | 2011 | 2021 |
| -------------- | ---- | ---- | ---- | ---- | ---- | ---- | ---- | ---- | ---- | ---- | ---- | ---- | ---- | ---- | ---- |
| Počet obyvatel | 505  | 467  | 477  | 473  | 522  | 448  | 459  | 346  | 336  | 319  | 293  | 252  | 271  | 250  | 361  |
| Počet domů     | 77   | 77   | 77   | 76   | 84   | 92   | 102  | 104  | 96   | 88   | 76   | 100  | 102  | 107  | 145  |

## Obecní správa

### Územněsprávní začlenění
Dějiny územněsprávního začleňování zahrnují období od roku 1850 do současnosti. V chronologickém přehledu je uvedena územně administrativní příslušnost obce v roce, kdy ke změně došlo:
- 1850 země česká, kraj Jičín, politický okres Mladá Boleslav, soudní okres Mnichovo Hradiště[7]
- 1855 země česká, kraj Mladá Boleslav, soudní okres Mnichovo Hradiště[7]
- 1868 země česká, politický i soudní okres Mnichovo Hradiště[7]
- 1939 země česká, Oberlandrat Jičín, politický i soudní okres Mnichovo Hradiště[8]
- 1942 země česká, Oberlandrat Praha, politický okres Mladá Boleslav, soudní okres Mnichovo Hradiště[9]
- 1945 země česká, správní i soudní okres Mnichovo Hradiště[10]
- 1949 Liberecký kraj, okres Mnichovo Hradiště[11]
- 1960 Středočeský kraj, okres Mladá Boleslav[12]

### Části obce
- Loukovec
- Hubálov

### Obecní symboly
Znak a vlajka byly obci uděleny rozhodnutím předsedy Poslanecké sněmovny Parlamentu České republiky dne 27. května 2008.

## Společnost
Ve vsi Loukovec s 448 obyvateli v roce 1932 byly evidovány tyto živnosti a obchody: brusírna drahokamů, holič, 3 hostince, kovář, krejčí, 2 obuvníci, 3 velkoobchody s ovocem a zeleninou, řezník, výroba skleněného zboží, 2 obchody se smíšeným zbožím, spořitelní a záložní spolek, obchod s hospodářskými stroji, trafika, truhlář, velkostatek.

## Doprava
Silniční doprava
- Obcí prochází silnice III. třídy.

Železniční doprava
- Železniční trať ani stanice na území obce nejsou. Nejblíže obci je železniční stanice Loukov u Mnichova Hradiště ve vzdálenosti 3 km ležící na trati 070 v úseku z Mladé Boleslavi do Turnova.

Autobusová doprava
- V obci zastavovaly v pracovních dnech května 2011 autobusové linky Mnichovo Hradiště-Loukovec,Hubálov (1 spoj tam) a Mnichovo Hradiště-Loukov-Příšovice (5 spojů tam i zpět) (dopravce TRANSCENTRUM bus, s.r.o.), Turnov-Mnichovo Hradiště (2 spoje tam, 3 spoje zpět) (dopravce BusLine, a.s.).[15]

## Pamětihodnosti
- Zámek Loukovec
- Kostel Povýšení svatého Kříže
- Socha svatého Jana Nepomuckého
- Socha svatého Josefa
- Křížek na rozcestí v Loukovci